# Janvier 1864

## Événements
- 11 janvier, France : dans un discours suivant la victoire relative des républicains aux élections, Adolphe Thiers revendique le rétablissement des cinq « Libertés nécessaires » : libertés individuelles et de la presse, des élections libres, droit d'interpellation et responsabilité des ministres.

- 13 janvier : le tsar Alexandre II libère les serfs de Russie.

- 16 janvier (guerre des Duchés) : les troupes prussiennes et autrichiennes chassent les Danois et occupent les duchés de Schleswig et de Holstein ; Vienne et Berlin exigent l’abrogation de la Constitution unitaire du 18 novembre 1863 entérinant la séparation des duchés de la confédération germanique.

- 17 janvier : Napoléon III fait échouer un projet britannique d'intervention en faveur du Danemark, attaqué par la Prusse et l'Autriche.

## Naissances
- 1er janvier : Edward Sansot, poète français († 1926).
- 11 janvier : Henry Marshall Tory, mathématicien.
- 13 janvier : Wilhelm Wien, physicien prussien, Prix Nobel 1911 († 1928).

## Décès
- 27 janvier : Leo von Klenze, architecte allemand (° 1784).
- 28 janvier : Émile Clapeyron, physicien (° 1799).